# Ghiles Guenaoui
Ghiles Guenaoui est un footballeur algérien né le 2 août 1998 à Tizi Ouzou. Il évolue au poste d'allier gauche à l'USM Alger.

## Biographie

### En club
Il évolue en première division algérienne avec son club formateur du Paradou AC. 
Il participe à la Coupe de la confédération saison 2019-20 avec le Paradou. Il joue 9 matchs dans cette compétition africaine.

### En équipe nationale
Il participe avec l'équipe d'Algérie des moins de 23 ans au championnat d'Afrique du nord en 2018.

## Statistiques

### En club
| Saison                | Club                  | Championnat           | Championnat | Championnat | Championnat | Coupe(s) nationale(s) | Coupe(s) nationale(s) | Coupe(s) nationale(s) | Compétition(s) continentale(s) | Compétition(s) continentale(s) | Compétition(s) continentale(s) | Compétition(s) continentale(s) | Total | Total | Total |
| Saison                | Club                  | Division              | M.          | B.          | P.d.        | M.                    | B.                    | P.d.                  | Comp.                          | M.                             | B.                             | P.d.                           | M.    | B.    | P.d.  |
| 2017-2018             | Paradou AC            | Ligue 1               | 8           | 0           | 0           | 2                     | 0                     | 0                     | -                              | -                              | -                              | -                              | 10    | 0     | 0     |
| 2018-2019             | Paradou AC            | Ligue 1               | 4           | 0           | 0           | 1                     | 0                     | 0                     | -                              | -                              | -                              | -                              | 5     | 0     | 0     |
| 2019-2020             | Paradou AC            | Ligue 1               | 15          | 2           | 1           | 3                     | 0                     | 0                     | C2                             | 9                              | 0                              | 0                              | 27    | 2     | 1     |
| 2020-2021             | Paradou AC            | Ligue 1               | 5           | 2           | 0           | -                     | -                     | -                     | -                              | -                              | -                              | -                              | 5     | 2     | 0     |
| 2021-2022             | Paradou AC            | Ligue 1               | 15          | 0           | 2           | -                     | -                     | -                     | -                              | -                              | -                              | -                              | 15    | 0     | 2     |
| Sous-total            | Sous-total            | Sous-total            | 47          | 4           | 3           | 6                     | 0                     | 0                     | -                              | 9                              | 0                              | 0                              | 62    | 4     | 3     |
| 2022-2023             | ES Sétif              | Ligue 1               | 21          | 7           | 3           | -                     | -                     | -                     | -                              | -                              | -                              | -                              | 21    | 7     | 3     |
| 2023-2024             | Al-Masry SC           | Premier League        | 19          | 4           | 0           | 1                     | 0                     | 0                     | -                              | -                              | -                              | -                              | 20    | 4     | 0     |
| 2024-2025             | USM Alger             | Ligue 1               | 2           | 0           | 0           | -                     | -                     | -                     | C2                             | 2                              | 0                              | 0                              | 4     | 0     | 0     |
| Total sur la carrière | Total sur la carrière | Total sur la carrière | 89          | 15          | 6           | 7                     | 0                     | 0                     | -                              | 11                             | 0                              | 0                              | 107   | 15    | 6     |